# Mikuláš II. Gorjanský
Mikuláš II. Gorjanský nebo Mikuláš Gorjanský mladší (chorvatsky Nikola II. Gorjanski, maďarsky Garai Miklós, 1367? – 1433) byl uherský šlechtic palatin a významný politik. Vykonával úřad chorvatského, slavonského a dalmatského bána, jakož i správce dalších regionů Mačvy, Usory, Bačky a Banátu. Byl jedním ze zakládajících členů Dračího řádu a opakovaně byl jmenován místodržitelem Uherského království.

## Život
Narodil se jako syn uherského palatina Mikuláše I. Gorjanského, který byl popraven v době sporu o uherský trůn, kdy stál na straně královny Alžběty. 
Mikuláš byl švagrem krále Zikmunda Lucemburského a na rozdíl od svého otce se přiklonil na stranu krále, jehož byl oddaným přítelem a spolehlivým přívržencem a na jeho dvoře zastával významné pozice. Mikuláš okolo sebe soustředil tzv. šiklóšskou ligu, která roku 1401 zachránila zajatého krále z rukou nespokojených uherských magnátů, kteří mu zazlívali obsazování zemských úřadů cizinci a nemravný život. Zaručil se vlastním synem a dosáhl tak převozu panovníka na svůj hrad Šiklóš. Výsledkem byla dohoda a Zikmundovy a Mikulášovy zásnuby s dcerami Heřmana Celjského.
Král Václav IV. ocenil Mikulášovu zásluhu na propuštění svého bratra rentou a přijetím do svého rytířského řádu. Zikmund roku 1402 jmenoval Mikuláše uherským palatinem a Mikuláš v následné občanské válce o uherskou korunu zůstal věrně stát na jeho straně. Měl na Zikmunda velký vliv, roku 1408 byl společně se synem Janem jedním ze zakládajících členů Dračího řádu a roku 1416 mu král udělil výsadu ozdobit svůj erb zlatou korunou.
V roce 1420 Mikuláš doprovázel krále do Čech, kde se nechal Zikmund korunovat českým králem. V čase královy nepřítomnosti býval společně s královnou a ostřihomským arcibiskupem místodržitelem království. Král jej opakovaně pověřoval diplomatickými misemi do Polska a západní Evropy.
Mikuláš II. Gorjanský zemřel po nemoci roku 1433.

### Manželství a rodina
Mikuláš byl dvakrát ženatý. Jeho první manželkou byla Teodora Lazarevićová († asi 1401), dcera srbského vládce Lazara Hrebeljanoviće, s níž měl dvě děti:
- Mikuláše († po roce 1435)
- Kateřinu

Jeho druhou manželkou se stala Anna Celjská, dcera celjského hraběte a chorvatského bána Heřmana II. a sestra české královny Barbory Celjské. Manželé měli několik dětí:
- Ladislava (1410–1459)
- Petra
- Dorotu
- Helenu